# Бакуринський Яків Леонтійович

Родинний герб Бакуринських

Бакуринський Яків Леонтійович (1740—1801) — малоросійський шляхтич, цивільний чернігівський та малоросійський губернатор, бунчуковий товариш.

## Життєпис
Народився близько 1740 року в родині значкового товариша Чернігівського полку, роїського сотника Леонтія Яковича Бакуринського та Марії Лаврентіївни, мав молодшого брата Семена. У 19-літньому віці вступив на службу у Генеральну військову канцелярію при гетьмані Кирилові Розумовському, з 1766 р. — старший військовий канцелярист; полковий писар (1768) і осавул (1770), а відтак полковий суддя Чернігівського полку (1771–79). 4 жовтня 1779 був вшанований чином колезького асесора в ранзі сухопутного майора, 8 жовтня 1781 здобуває чин надвірного радника, 22 грудня 1784 — колезького, 2 вересня 1793 — статського, а 6 січня 1797 — дійсного статського радника.
Обіймав посади радника Чернігівської палати цивільного суду (1781–84), пізніше очолював карну палату (1784–86). Наступного року став «поручиком правителя» (віце-губернатором) Чернігівського намісництва (1787—1796) й губернатором Чернігівщини (з травня по листопад 1797). З 6 січня по 19 вересня 1797 очолював Малоросійську губернію. За свою службу удостоївся орденів св. Володимира 4-го та 3-го ступенів. При виході у відставку був пожалуваний 354 селянами й чином таємного радника при відставці. Оселився в Церковищах Городнянського повіту, хоча володів й будинком на 5 покоїв в Чернігові.
Восени 1778 р. одружився з Тетяною Андріївною (1751—?), молодшою сестрою катерининського фаворита Олександра Безбородька, котрому Яків Бакуринський завдячував своєю стрімкою кар'єрою. У дарунок сестрі той вислав інкрустований дорогоцвітами перстень, зроблений «по найостаннішій моді», вартістю 500 рублів. Весілля справили в с. Стольне. Тетяна народила синів Федора, Олександра та Петра, доньок Анастасію, Парасковію і Мавру.